# دانشگاه ایست آنگلیا
دانشگاه ایست آنگلیا (به انگلیسی: University of East Anglia) یک دانشگاه تحقیقاتی عمومی در نورویچ، انگلستان است که در سال ۱۹۶۳ در پردیس ۳۲۰ هکتاری در غرب مرکز شهر تأسیس شد و دارای چهار دانشکده و ۲۶ مدرسه مطالعاتی است. درآمد سالانه آن در سال‌های ۲۱-۲۰۲۰،  ۲۹۲٫۱ میلیون پوند بود که ۳۵٫۲ میلیون پوند آن از کمک‌های مالی و قراردادهای تحقیقاتی با هزینه ۲۹۰٫۴ میلیون پوند بود.
در ژانویه ۲۰۱۷، ملکه الیزابت دوم برای حضور در آخرین نمایشگاه مرکز هنرهای تجسمی سینسبَری، از پردیس دانشگاه ایست آنگلیا بازدید کرد. این سومین دیدار ملکه بود (وی همچنین در سالهای ۱۹۶۸ و ۱۹۹۴ از ای دانشگاه دیدار داشت) که هشتمین بازدید خانواده سلطنتی از این دانشگاه به شمار می‌رود.